# NGC 3768
NGC 3768 este o galaxie lenticulară situată în constelația Leul. A fost descoperită în 14 martie 1784 de către William Herschel. Se află la o distanță de 53,22 de megaparseci de Pământ.